# 三遊亭鳳志
三遊亭 鳳志（さんゆうてい ほうし、1976年12月5日 - ）は、五代目円楽一門会所属の落語家。大分県玖珠郡玖珠町出身。本名∶山本 公一朗。

## 来歴
京都学園大学卒業。
2000年4月、三遊亭鳳楽に入門。鳳楽の三番弟子だった。
2004年3月に二ツ目、2009年春に真打に昇進した。2009年11月15日放送の『笑点』の真打昇進披露口上に出演する予定だったが、諸般の事情で出演していない（楽太郎は「今日は町会の掃除当番だそうでございます。」と発言）。